# Lista över adelssläkter i Kroatien
Lista över adelssläkter från Kroatien omfattar bara kroatiska och ej utländska ätter.

## Lista över kroatiska adelssläkter (ofullständig)
- Drašković
- Frankopan
- Hrvatinić
- Jelačić
- Trpimirović
- Šubić
- Zrinski

## Härskarbenämningar och adelstitlar på kroatiska
| Härskarbenämningar och adelstitlar på kroatiska | Härskarbenämningar och adelstitlar på kroatiska |
| ----------------------------------------------- | ----------------------------------------------- |
| Car / Carica                                    | Kejsare / Kejsarinna                            |
| Kralj / Kraljica                                | Kung / Drottning                                |
| Princ / Princeza                                | Prins / Prinsessa                               |
| Knez / Kneginja                                 | Furste / Furstinna                              |
| Ban                                             | Vicekung                                        |
| Veliki vojvoda / Velika vojvotkinja             | Storhertig / Storhertiginna                     |
| Markgrof / Markgrofica                          | Markgreve / Markgrevinna                        |
| Grof / Grofica                                  | Greve / Grevinna                                |
| Barun / Barunica                                | Baron / Baronessa                               |